# Rajko Rotman
Rajko Rotman, né le 19 mars 1989 à Maribor en Yougoslavie (auj. en Slovénie), est un footballeur international slovène, qui évolue au poste de milieu droit à l'Akhisar Belediyespor.

## Biographie

### Carrière internationale
Rajko Rotman compte 13 sélections avec l'équipe de Slovénie depuis 2014. 
Il est convoqué pour la première fois par le sélectionneur national Srečko Katanec pour un match amical contre l'Uruguay le 4 juin 2014 (défaite 2-0).

### Palmarès
Finaliste de la Coupe de Turquie : 2017